# Era lui, si, si!
Era lui, si, si! é um filme italiano de 1951, dirigido por Marino Girolami, Marcello Marchesi e Vittorio Metz.

## Sinopse
O «commendator» "Fernandone", dono de uma grande loja, é assombrado por um pesadelo recorrente, em que aparece um jovem desconhecido, que ele odeia profundamente. Um dia aparece na loja em busca de um emprego, o tímido economista Walter Milani, que por pouca sorte é a cara chapada do protagonista do pesadelo do «commendator» Mal este o vê, fica louco de raiva e corre com ele gritando:  "è lui, è lui!!!" (é ele, é ele). Acontece que está presente o médico que o anda a tratar e que lhe diz que, contratando o jovem o seu pesadelo irá acabar. Mas os pesadelos não desaparecem e a filha do «commendator» apaixona-se pelo protagonista.
É neste filme que aparece o célebre topless de Sophia Loren, vestida (!!!) de odalisca e creditada como Sofia Lazzaro.

## Elenco
- Walter Chiari: Walter Milani
- Isa Barzizza: Grazia
- Carlo Campanini: comm. Fernando
- Enrico Viarisio: dott. Furgoni
- Nyta Dover: moglie di Fernando
- Fanfulla: guardia
- Lilia Landi: Nanda
- Luigi Tosi: Rinaldo
- Sulema: La danzatrice
- Guglielmo Inglese: Vannozzi
- Gisella Monaldi: Mannequin grassa
- Bruno Corelli: Schuman il sarto
- Silvana Pampanini: se stessa

Sophia Loren (Sophia Lazzaro) odalisca.

- Sophia Loren (creditada como Sofia Lazzaro): odalisca